# Raphitoma tomentosa
Raphitoma tomentosa é uma espécie de gastrópode do gênero Raphitoma, pertencente a família Raphitomidae.